# Dirphia ursina
Dirphia ursina är en fjärilsart som beskrevs av Walker 1855. Dirphia ursina ingår i släktet Dirphia och familjen påfågelsspinnare. Inga underarter finns listade i Catalogue of Life.